# Olivia Rodrigo
Olivia Isabel Rodrigo (sinh ngày 20 tháng 2 năm 2003) là một nữ ca sĩ, nhạc sĩ và diễn viên người Mỹ. Cô tham gia nghệ thuật và được khán giả biết tới vào những năm 2010 qua các chương trình truyền hình như Bizaardvark và High School Musical: The Musical: The Series của Disney. Sau khi ký hợp đồng với Geffen và Interscope Records vào năm 2020, Olivia Rodrigo phát hành đĩa đơn đầu tay "Drivers License", đĩa đơn này giúp cô xô đổ vô số kỷ lục và trở thành đĩa đơn bán chạy nhất năm 2021, đưa tên tuổi của cô vụt sáng trở thành ngôi sao hàng đầu nước Mỹ. Cùng năm, cô tiếp tục thành công rực rỡ khi phát hành 2 đĩa đơn "Deja Vu" và "Good 4 U".
Sau những thành công liên tiếp với loạt đĩa đơn, cô chính thức cho lên kệ album đầu tay Sour (2021), sau khi phát hành đã đứng đầu các bảng xếp hạng trên toàn cầu, thành công của album đã mang về cho cô một Giải Brit và ba Giải Grammy, bao gồm cả Nghệ sĩ mới xuất sắc nhất. Tạp chí danh tiếng Time đã vinh danh cô là Nhân vật giải trí của năm 2021 và tạp chí Billboard đã tôn vinh cô là Người phụ nữ của năm vào năm 2022.

## Tiểu sử và sự nghiệp

### 2003–2019: Đầu đời và sự nghiệp diễn xuất
Olivia Isabel Rodrigo sinh ngày 20 tháng 2 năm 2003, tại Trung tâm Y tế Rancho Springs ở Murrieta, California. Cô sinh sống và lớn lên ở vùng Temecula lân cận. Olivia là người Mỹ đa chủng tộc, với cha là người Mỹ gốc Philippines và mẹ mang trong mình hai dòng máu Đức và Ireland. Cha cô là một bác sĩ gia đình và mẹ cô là một giáo viên. Cô chia sẻ rằng ông cố nội của cô chuyển tới Hoa Kỳ từ Philippines khi còn là một thiếu niên nên gia đình cô chịu ảnh hưởng từ truyền thống và ẩm thực Philippines. Olivia bắt đầu học thanh nhạc khi đang học mẫu giáo và học piano ngay sau đó. Cô bắt đầu tham gia các lớp học diễn xuất, ca hát năm 6 tuổi và tham gia các vở kịch ở trường tiểu học.  Olivia biết chơi guitar năm 12 tuổi. Cô yêu thích dòng nhạc alternative rock, đây là dòng nhạc yêu thích của cha mẹ cô, với những ban nhạc như No Doubt, Pearl Jam, the White Stripes, và Green Day. Olivia bắt đầu sáng tác khi nghe nhạc đồng quê, đặc biệt là những bản nhạc của ca sĩ kiêm nhạc sĩ Taylor Swift. Cô chuyển đến Los Angeles sau khi hoàn thành vai diễn trong loạt phim Bizaardvark.
Olivia xuất hiện lần đầu trên màn ảnh trong một quảng cáo của Old Navy. Ngay sau đó vào năm 2015, ở tuổi 12, cô có vai chính đầu tay trong sự nghiệp diễn xuất với vai Grace Thomas trong bộ phim An American Girl: Grace Stirs Up Success được phát hành trực tiếp dưới dạng băng đĩa. Năm 2016, cô được khán giả biết tới nhiều hơn khi đóng vai Paige Olvera, một nghệ sĩ guitar trong loạt phim Bizaardvark của Disney Channel, cô sẽ tham gia diễn xuất trong 3 mùa.
Vào tháng 2 năm 2019, cô được chọn vào vai chính Nini Salazar-Roberts trong loạt phim High School Musical: The Musical: The Series của Disney+, lên sóng vào tháng 12 năm cùng năm; cô đã sáng tác ca khúc "All I Want" và đồng sáng tác ca khúc "Just for a Moment" với bạn diễn Joshua Bassett cho loạt phim. Cô được khen vì vai diễn của mình trong loạt phim, với Joel Keller từ tờ Decider mô tả cô là "đặc biệt có từ tính".

### 2020–2022: Đột phá trong âm nhạc vàSour
Olivia đã ký hợp đồng với Interscope Records và Geffen Records vào năm 2020. Cô đã thương lượng hợp đồng thu âm để đảm bảo bản quyền âm nhạc cho những tác phẩm của cô. Vào ngày 8 tháng 1 năm 2021, cô phát hành đĩa đơn đầu tay, "Drivers License", đồng sáng tác với nhà sản xuất âm nhạc Dan Nigro. Trong tuần đầu phát hành, "Drivers License" đã được giới phê bình đánh giá cao, và 2 lần phá vỡ kỷ lục trên Spotify về lượt nghe trong ngày với một ca khúc không phải nhạc lễ hội với hơn 15,7 triệu lượt nghe trên toàn cầu vào ngày 11 tháng 1 và đạt 17 triệu lượt nghe trên toàn cầu vào ngày hôm sau. Đĩa đơn này đã xô đổ vô số kỷ lục trên Spotify, ca khúc đã phá kỷ lục lượt nghe trong một tuần trên Spotify là ca khúc đầu tiên đạt 80 triệu lượt nghe trên toàn cầu. Bài hát xếp vị trí quán quân trên Billboard Hot 100, và đạt vị trí quán quân ở nhiều quốc gia khác. Olivia chia sẻ trong một cuộc phỏng vấn rằng "Đó là tuần điên rồ nhất trong cuộc đời tôi ... Toàn bộ cuộc sống của tôi giống như đã thay đổi hoàn toàn."
Vào ngày 1 tháng 4 năm 2021, Olivia tiếp tục phát hành đĩa đơn tiếp theo, "Deja Vu", đĩa đơn đã đứng thứ 8 trên Billboard Hot 100, thành công của đĩa đơn đã giúp cô trở thành nghệ sĩ đầu tiên ra mắt 2 đĩa đơn đầu tiên đều nằm trong top 10 của Hot 100. Cô cho ra mắt đĩa đơn thứ 3, "Good 4 U", vào ngày 14 tháng 5 năm 2021, và trở thành đĩa đơn thứ 2 của cô đạt vị trí quán quân trên Hot 100. Sau những thành công liên tiếp với loạt đĩa đơn, cô chính thức cho lên kệ album đầu tay Sour, vào ngày 21 tháng 5 năm 2021, nhận được sự hoan nghênh của giới phê bình. Charlie Gunn của tờ The Forty-Five đã gọi đây là "album của một cô gái 18 tuổi vĩ đại nhất kể từ thời của Taylor Swift hay Lorde". Chris Molanphy của tờ Slate cho biết chỉ với ba đĩa đơn đã giúp Olivia tạo nên vị thế "nghệ sĩ mới đa năng nhất của Thế hệ Z".  Theo nhà phê bình Robin Murray của tờ Clash, Olivia được coi là một trong những nghệ sĩ xuất sắc nhất của Thế hệ Z, trong khi tạp chí Variety mệnh danh "giọng hát của Thế hệ Z" trong trang bìa về Olivia Rodrigo. Sour ra mắt ở vị trí quán quân Billboard 200 đứng đầu tổng cộng 5 tuần trên bảng xếp hạng này, trở thành album của nghệ sĩ nữ xếp ở vị trí quán quân lâu nhất năm 2021.
Vào tháng 6 năm 2021, Olivia công chiếu Sour Prom, một bộ phim về buổi hòa nhạc có chủ đề vũ hội trên YouTube. Vào ngày 16 tháng 12 năm 2021, Olivia công bố chuyến lưu diễn vòng quanh thế giới, bao gồm các điểm dừng tại Mỹ, Canada, và Châu Âu. Ba ngày sau, cô được tờ Time vinh danh là Nhân vật giải trí của năm. Trong một bài đăng trên Instagram vào ngày 24 tháng 12 năm 2021, Olivia đã tải lên một đoạn trích của bài hát Giáng sinh có tên "The Bels" mà cô đã viết và thu âm khi mới 5 tuổi. Theo tờ Billboard, Rodrigo kết thúc năm 2021 với tư cách là nghệ sĩ có đĩa đơn bán chạy nhất thế giới, 8 bài hát của cô đã loạt vào bảng xếp Global 200, với "Drivers License" ở vị trí thứ 4, "Good 4 U" ở vị trí thứ 9,  và"Deja Vu" ở vị trí thứ 27. Ở Mỹ và UK, Sour lần lượt xếp thứ 3 và thứ 4 trong những album bán chạy nhất năm 2021. Sour và "Drivers License" cũng lần lượt là ablum và đĩa đơn có lượt nghe nhiều nhất trên Spotify toàn cầu. Liên đoàn Công nghiệp ghi âm Quốc tế (IFPI) xếp hạng Olivia thứ 10 trong Danh sách nghệ sĩ âm nhạc bán đĩa nhạc chạy nhất năm 2021 và Sour xếp thứ 2 trong Danh sách album bán chạy nhất năm 2021.
Vào ngày 17 tháng 2 năm 2022, Olivia đã phát hành đoạn trailer về bộ phim tài liệu driving home 2 u (a SOUR film) trên Disney+, bộ phim sau đó được phát hành vào ngày 25 tháng 3 năm 2022. Olivia đã nhận được 8 đề cử tại Giải Grammy lần thứ 64, bao gồm Nghệ sĩ mới xuất sắc nhất, Album của năm cho Sour, Thu âm của năm và Bài hát của năm cho "Drivers License". Cô đã chiến thắng tại hạng mục Nghệ sĩ mới xuất sắc nhất, Album giọng Pop xuất sắc nhất cho Sour, và Trình diễn đơn ca pop xuất sắc nhất cho "Drivers License".

## Phong cách nghệ thuật
Dòng nhạc mà Olivia Rodrigo đang theo đuổi là, pop rock, teen pop, indie pop, alternative pop, và dòng nhạc bubblegum pop. Olivia lấy Taylor Swift và Lorde làm nguồn cảm hứng âm nhạc của mình. Olivia tâm sự âm nhạc từ lâu trở thành một phần cuộc sống của cô:
Không ai nói cho bạn biết làm thế nào để sáng tác nhạc và thực hiện thế nào cho tốt. Được tự do sáng tạo là điều tôi thích nhất trên đời. Sự độc lập là điều không có được khi làm diễn viên. Vì vậy, tôi muốn thử sức trong âm nhạc.
Cô cũng bị ảnh hưởng bởi Alanis Morissette, Kacey Musgraves, Fiona Apple, St. Vincent, Cardi B, Gwen Stefani và Avril Lavigne. Olivia chia sẻ rằng cô muốn trở thành một nhạc sĩ chứ không phải "một ngôi sao nhạc pop từng sống". Cô cũng tiết lộ lý do chọn ký hợp đồng với Interscope/Geffen Records bởi vì CEO của hãng đã khen ngợi khả năng sáng tác của cô, chứ không phải "phẩm chất ngôi sao tiềm năng" của cô. Nhà báo Laura Snapes gọi cô là "người cầm cờ" cho làn sóng âm nhạc mới, những người nghiêng về thể loại ballad tình cảm "vẫn giàu cảm xúc, nhưng lại hướng nội, không bộc lộ nhiều cảm xúc", và mô tả cảm hứng âm nhạc của cô bắt nguồn từ đau khổ, sức khỏe tinh thần, mang một chút nỗi buồn mà không phô trương thể hiện những góc nhìn thực tế hơn là kiên cường. Olivia Rodrigo sở hữu chất giọng soprano (nữ cao).

## Các hoạt động khác

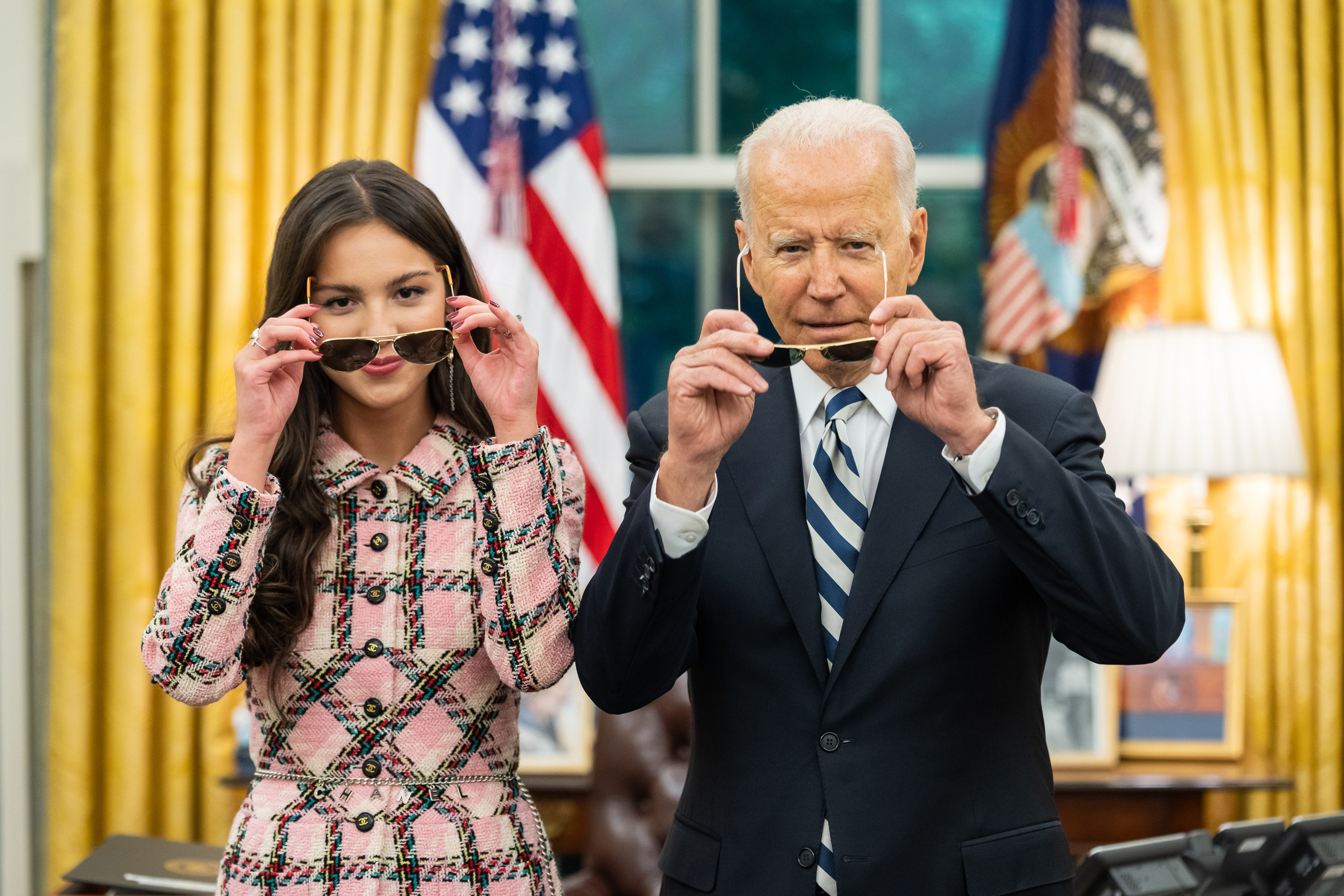
Olivia cùng Tổng thống Joe Biden trong chiến dịch quảng bá tiêm chủng COVID-19 cho người trẻ

Vào ngày 13 tháng 7 năm 2021, Olivia tham gia một nỗ lực của Nhà Trắng nhằm thúc đẩy tiêm chủng Vaccine  COVID-19 cho những người trẻ ở Mỹ. Cô đã gặp Tổng thống Joe Biden, Phó Tổng thống Kamala Harris và Cố vấn Y tế trưởng Anthony Fauci, để thảo luận về vấn đề. CNN báo cáo rằng Olivia sẽ quay video về tầm quan trọng của việc tiêm chủng cho những người trẻ tuổi, bao gồm cả việc trả lời các câu hỏi của giới trẻ về việc tiêm chủng. Cô trở thành đối tác có tầm ảnh hưởng đầu tiên của Glossier vào năm 2022. Olivia cũng là diễn giả và tham luận viên của Geena Davis Institute on Gender in Media.

## Danh sách đĩa nhạc

### Album

#### Album phòng thu
| Tiêu đề | Thông tin chi tiết | Vị trí cao nhất | Vị trí cao nhất | Vị trí cao nhất | Vị trí cao nhất | Vị trí cao nhất | Vị trí cao nhất | Vị trí cao nhất | Vị trí cao nhất | Vị trí cao nhất | Vị trí cao nhất | Doanh số                                  | Chứng nhận |
| Tiêu đề | Thông tin chi tiết | US              | AUS             | CAN             | DEN             | IRE             | NLD             | NOR             | NZ              | SWE             | UK              | Doanh số                                  | Chứng nhận |
| ------- | --- | --------------- | --------------- | --------------- | --------------- | --------------- | --------------- | --------------- | --------------- | --------------- | --------------- | ----------------------------------------- | --- |
| Sour    | - Phát hành: 21 tháng 5, 2021 - Hãng địa: Geffen - Định dạng: Đĩa dài, CD, băng cát sét, tải kỹ thuật số, phát trực tiếp, box set | 1               | 1               | 1               | 1               | 1               | 1               | 1               | 1               | 1               | 1               | - US: 557,000 (2021) - UK: 395,000 (2021) | - RIAA: 3× Bạch kim - ARIA: Bạch kim - BPI: Bạch kim - IFPI DEN: Bạch kim - IFPI NOR: 3× PlaBạch kim - MC: 3× Bạch kim - RMNZ: 2× Bạch kim |

#### Album tổng hợp
| Tiêu đề                                              | Thông tin chi tiết                                                                                 |
| ---------------------------------------------------- | -------------------------------------------------------------------------------------------------- |
| Best of High School Musical: The Musical: The Series | - Phát hành: 18 tháng 7, 2021 - Hãng đĩa: Walt Disney - Định dạng: Tải kỹ thuật số, phát trực tiếp |

### Đĩa mở rộng
| Tiêu đề                                                      | Thông tin chi tiết                                                                                 |
| ------------------------------------------------------------ | -------------------------------------------------------------------------------------------------- |
| Bizaardvark (Music from the TV Series) (cùng với Madison Hu) | - Phát hành: 7 tháng 10, 2016 - Hãng địa: Walt Disney - Định dạng: Tải kỹ thuật số, phát trực tiếp |

### Đĩa đơn
| Tiêu đề                                                                                                | Năm  | Vị trí cao nhất | Vị trí cao nhất | Vị trí cao nhất | Vị trí cao nhất | Vị trí cao nhất | Vị trí cao nhất | Vị trí cao nhất | Vị trí cao nhất | Vị trí cao nhất | Vị trí cao nhất | Chứng nhận | Album |
| Tiêu đề                                                                                                | Năm  | US              | AUS             | CAN             | DEN             | IRE             | NLD             | NOR             | NZ              | SWE             | UK              | Chứng nhận | Album |
| --- | ---- | --------------- | --------------- | --------------- | --------------- | --------------- | --------------- | --------------- | --------------- | --------------- | --------------- | --- | ----- |
| "Drivers License"                                                                                      | 2021 | 1               | 1               | 1               | 1               | 1               | 1               | 1               | 1               | 1               | 1               | - RIAA: 5× Bạch kim - ARIA: 5× Bạch kim - BPI: 2× Bạch kim - GLF: 2× Bạch kim - IFPI DEN: Bạch kim - IFPI NOR: 3× Bạch kim - MC: 5× Bạch kim - RMNZ: 2× Bạch kim | Sour  |
| "Deja Vu"                                                                                              | 2021 | 3               | 3               | 4               | 24              | 2               | 33              | 17              | 3               | 46              | 4               | - RIAA: 3× Bạch kim - ARIA: 2× Bạch kim - BPI: Bạch kim - GLF: Vàng - IFPI DEN: Vàng - IFPI NOR: Bạch kim - MC: 3× Bạch kim - RMNZ: Bạch kim                     | Sour  |
| "Good 4 U"                                                                                             | 2021 | 1               | 1               | 1               | 1               | 1               | 1               | 1               | 1               | 2               | 1               | - RIAA: 4× Bạch kim - ARIA: 5× Bạch kim - BPI: 2× Bạch kim - GLF: 2× Bạch kim - IFPI DEN: Bạch kim - IFPI NOR: 2× Bạch kim - MC: 7× Bạch kim - RMNZ: 3× Bạch kim | Sour  |
| "Traitor"                                                                                              | 2021 | 9               | 5               | 9               | 38              | 3               | 53              | 16              | 5               | 56              | 5               | - RIAA: 2× Bạch kim - ARIA: 2× Bạch kim - BPI: Bạch kim - GLF: Vàng - IFPI DEN: Vàng - IFPI NOR: Bạch kim - MC: 3× Bạch kim - RMNZ: Bạch kim                     | Sour  |
| "Brutal"                                                                                               | 2021 | 12              | 12              | 13              | —               | —               | —               | —               | 8               | —               | —               | - RIAA: Bạch kim - ARIA: Vàng - BPI: Bạc - MC: Bạch kim | Sour  |
| "—" biểu thị cho bản phát hành không ra mắt trên bảng xếp hạng hoặc không được phát hành ở khu vực đó. |      |                 |                 |                 |                 |                 |                 |                 |                 |                 |                 | |       |

#### Đĩa quảng bá
| Tiêu đề                                                                                                | Năm  | Vị trí cao nhất | Vị trí cao nhất | Vị trí cao nhất | Vị trí cao nhất | Vị trí cao nhất | Vị trí cao nhất | Vị trí cao nhất | Vị trí cao nhất | Vị trí cao nhất | Chứng nhận                                                               | Album                                                        |
| Tiêu đề                                                                                                | Năm  | US              | US Kid          | CAN             | IRE             | NZ Hot          | POR             | SWE             | UK              | WW              | Chứng nhận                                                               | Album                                                        |
| --- | ---- | --------------- | --------------- | --------------- | --------------- | --------------- | --------------- | --------------- | --------------- | --------------- | ------------------------------------------------------------------------ | ------------------------------------------------------------ |
| "Let It Glow" (cùng với Madison Hu)                                                                    | 2016 | —               | —               | —               | —               | —               | —               | —               | —               | —               |                                                                          | Non-album promotional single                                 |
| "I Think I Kinda, You Know" (cùng với Joshua Bassett)                                                  | 2019 | —               | —               | —               | —               | —               | —               | —               | —               | —               |                                                                          | High School Musical: The Musical: The Series: The Soundtrack |
| "Wondering" (cùng với Julia Lester)                                                                    | 2019 | —               | 10              | —               | 77              | —               | —               | —               | —               | —               |                                                                          | High School Musical: The Musical: The Series: The Soundtrack |
| "All I Want"                                                                                           | 2019 | 90              | 4               | 78              | 16              | 19              | 111             | 88              | 32              | 119             | - RIAA: Bạch kim - ARIA: Bạch kim - BPI: Vàng - GLF: Vàng - MC: Bạch kim | High School Musical: The Musical: The Series: The Soundtrack |
| "Out of the Old"                                                                                       | 2019 | —               | —               | —               | —               | —               | —               | —               | —               | —               |                                                                          | High School Musical: The Musical: The Series: The Soundtrack |
| "Just for a Moment"                                                                                    | 2020 | —               | —               | —               | —               | 32              | —               | —               | —               | —               |                                                                          | High School Musical: The Musical: The Series: The Soundtrack |
| "Even When/The Best Part" (cùng với Joshua Bassett)                                                    | 2021 | —               | *               | —               | —               | 33              | —               | —               | —               | —               |                                                                          | High School Musical: The Musical: The Series (Season 2)      |
| "YAC Alma Mater"                                                                                       | 2021 | —               | *               | —               | —               | —               | —               | —               | —               | —               |                                                                          | High School Musical: The Musical: The Series (Season 2)      |
| "Granted"                                                                                              | 2021 | —               | *               | —               | —               | —               | —               | —               | —               | —               |                                                                          | High School Musical: The Musical: The Series (Season 2)      |
| "The Rose Song"                                                                                        | 2021 | —               | *               | —               | —               | 11              | —               | —               | —               | —               |                                                                          | High School Musical: The Musical: The Series (Season 2)      |
| "—" biểu thị cho bản phát hành không ra mắt trên bảng xếp hạng hoặc không được phát hành ở khu vực đó. |      |                 |                 |                 |                 |                 |                 |                 |                 |                 |                                                                          |                                                              |

### Bài hát xếp hạng khác
| Tiêu đề                                                                                                | Năm  | Vị trí xếp hạng | Vị trí xếp hạng | Vị trí xếp hạng | Vị trí xếp hạng | Vị trí xếp hạng | Vị trí xếp hạng | Vị trí xếp hạng | Vị trí xếp hạng | Vị trí xếp hạng | Vị trí xếp hạng | Chứng nhận                                                                            | Album |
| Tiêu đề                                                                                                | Năm  | US              | AUS             | CAN             | IRE             | NOR             | NZ              | SPA             | SWE             | UK              | WW              | Chứng nhận                                                                            | Album |
| --- | ---- | --------------- | --------------- | --------------- | --------------- | --------------- | --------------- | --------------- | --------------- | --------------- | --------------- | ------------------------------------------------------------------------------------- | ----- |
| "1 Step Forward, 3 Steps Back"                                                                         | 2021 | 19              | 18              | 17              | —               | —               | 26              | —               | —               | —               | 17              | - RIAA: Vàng - BPI: Bạc - MC: Bạch kim                                                | Sour  |
| "Enough for You"                                                                                       | 2021 | 14              | 14              | 14              | —               | —               | 21              | 89              | 89              | —               | 13              | - RIAA: Gold - BPI: Bạc - MC: Bạch kim                                                | Sour  |
| "Happier"                                                                                              | 2021 | 15              | 15              | 15              | —               | 28              | 14              | 92              | —               | —               | 14              | - RIAA: Bạch kim - ARIA: Vàng - BPI: Bạc - IFPI NOR: Vàng - MC: Bạch kim              | Sour  |
| "Jealousy, Jealousy"                                                                                   | 2021 | 24              | 22              | 21              | 32              | —               | 33              | —               | —               | 36              | 19              | - RIAA: Vàng - ARIA: Vàng - BPI: Bạc - MC: Bạch kim                                   | Sour  |
| "Favorite Crime"                                                                                       | 2021 | 16              | 13              | 14              | 8               | 21              | 6               | —               | 76              | 17              | 14              | - RIAA: Bạch kim - ARIA: Vàng - BPI: Bạc - IFPI NOR: Vàng - MC: Bạch kim - RMNZ: Vàng | Sour  |
| "Hope Ur OK"                                                                                           | 2021 | 29              | 23              | 23              | —               | —               | —               | —               | —               | —               | 22              | - RIAA: Vàng - MC: Vàng                                                               | Sour  |
| "—" biểu thị cho bản phát hành không ra mắt trên bảng xếp hạng hoặc không được phát hành ở khu vực đó. |      |                 |                 |                 |                 |                 |                 |                 |                 |                 |                 |                                                                                       |       |

### Video âm nhạc
| Tiêu đề           | Năm  | Diễn viên      | Đạo diễn              | Ghí chú                                  | Nguồn           |
| ----------------- | ---- | -------------- | --------------------- | ---------------------------------------- | --------------- |
| "All I Want"      | 2020 | Olivia Rodrigo | Stephen Wayne Mallett |                                          | [ 135 ] [ 136 ] |
| "Drivers License" | 2021 | Olivia Rodrigo | Matthew Dillon Cohen  |                                          | [ 137 ] [ 138 ] |
| "Deja Vu"         | 2021 | Olivia Rodrigo | Allie Avital          | Cùng đóng vai chính cùng với Talia Ryder | [ 139 ]         |
| "Good 4 U"        | 2021 | Olivia Rodrigo | Petra Collins         |                                          | [ 140 ]         |
| "Brutal"          | 2021 | Olivia Rodrigo | Petra Collins         |                                          | [ 141 ]         |
| "Traitor"         | 2021 | Olivia Rodrigo | Olivia Bee            |                                          | [ 142 ] [ 143 ] |
| "Monday"          | 2021 | The Regrettes  | Dillon Dowdell        | Khách mời                                | [ 144 ]         |

## Chuyến lưu diễn
- Sour Tour (2022)

## Danh sách phim
| Năm       | Tiêu đề                                      | Vai diễn             | Ghi chú                                             |
| --------- | -------------------------------------------- | -------------------- | --------------------------------------------------- |
| 2015      | An American Girl: Grace Stirs Up Success     | Grace Thomas         | Phim trực tiếp                                      |
| 2016–2019 | Bizaardvark                                  | Paige Olvera         | Vai chính                                           |
| 2017      | New Girl                                     | Terrinea             | Tập phim: "Young Adult"                             |
| 2019–nay  | High School Musical: The Musical: The Series | Nini Salazar-Roberts | Vai chính (mùa 1–2); và mùa 3                       |
| 2021      | Saturday Night Live                          | Olivia Rodrigo       | Khách mời; tập: "Keegan-Michael Key/Olivia Rodrigo" |
| 2022      | Driving Home 2 U (A Sour Film)               | Olivia Rodrigo       | Phim tài liệu trên Disney+                          |

## Giải thưởng và đề cử
| Giải thưởng                            | Năm  | Đề cử                                                 | Hạng mục                                           | Kết quả      | Chú thích       |
| -------------------------------------- | ---- | ----------------------------------------------------- | -------------------------------------------------- | ------------ | --------------- |
| American Music Awards                  | 2021 | Olivia Rodrigo                                        | Nghệ sĩ của năm                                    | Đề cử        | [ 146 ]         |
| American Music Awards                  | 2021 | Olivia Rodrigo                                        | Nghệ sĩ mới của năm                                | Đoạt giải    | [ 146 ]         |
| American Music Awards                  | 2021 | Olivia Rodrigo                                        | Nữ nghệ sĩ được yêu thích nhất                     | Đề cử        | [ 146 ]         |
| American Music Awards                  | 2021 | "Drivers License"                                     | Bài hát xu hướng được yêu thích nhất               | Đề cử        | [ 146 ]         |
| American Music Awards                  | 2021 | "Drivers License"                                     | Video âm nhạc được yêu thích nhất                  | Đề cử        | [ 146 ]         |
| American Music Awards                  | 2021 | "Drivers License"                                     | Bài hát được yêu thích nhất – Pop                  | Đề cử        | [ 146 ]         |
| American Music Awards                  | 2021 | Sour                                                  | Album được yêu thích nhất                          | Đề cử        | [ 146 ]         |
| Apple Music Awards                     | 2021 | Olivia Rodrigo                                        | Nghệ sĩ đột phá của năm                            | Đoạt giải    | [ 147 ]         |
| Apple Music Awards                     | 2021 | Sour                                                  | Album của năm                                      | Đoạt giải    | [ 147 ]         |
| Apple Music Awards                     | 2021 | "Drivers License"                                     | Bài hát của năm                                    | Đoạt giải    | [ 147 ]         |
| ARIA Music Awards                      | 2021 | Sour                                                  | Nghệ sĩ quốc tế xuất sắc nhất                      | Đề cử        | [ 148 ]         |
| ASCAP Pop Music Awards                 | 2022 | Olivia Rodrigo                                        | Nhạc sĩ của năm                                    | Đoạt giải    | [ 149 ]         |
| Billboard Women in Music               | 2022 | Olivia Rodrigo                                        | Người phụ nữ của năm                               | Đoạt giải    | [ 150 ]         |
| Billboard Music Awards                 | 2022 | Olivia Rodrigo                                        | Top Artist                                         | Chưa công bố | [ 151 ]         |
| Billboard Music Awards                 | 2022 | Olivia Rodrigo                                        | Top New Artist                                     | Chưa công bố | [ 151 ]         |
| Billboard Music Awards                 | 2022 | Olivia Rodrigo                                        | Top Female Artist                                  | Chưa công bố | [ 151 ]         |
| Billboard Music Awards                 | 2022 | Olivia Rodrigo                                        | Top Hot 100 Artist                                 | Chưa công bố | [ 151 ]         |
| Billboard Music Awards                 | 2022 | Olivia Rodrigo                                        | Top Streaming Songs Artist                         | Chưa công bố | [ 151 ]         |
| Billboard Music Awards                 | 2022 | Olivia Rodrigo                                        | Top Radio Songs Artist                             | Chưa công bố | [ 151 ]         |
| Billboard Music Awards                 | 2022 | Olivia Rodrigo                                        | Top Billboard Global 200 Artist                    | Chưa công bố | [ 151 ]         |
| Billboard Music Awards                 | 2022 | Olivia Rodrigo                                        | Top Billboard Global (Excl. U.S.) Artist           | Chưa công bố | [ 151 ]         |
| Billboard Music Awards                 | 2022 | "Good 4 U"                                            | Top Hot 100 Song                                   | Chưa công bố | [ 151 ]         |
| Billboard Music Awards                 | 2022 | "Good 4 U"                                            | Top Streaming Song                                 | Chưa công bố | [ 151 ]         |
| Billboard Music Awards                 | 2022 | "Good 4 U"                                            | Top Radio Song                                     | Chưa công bố | [ 151 ]         |
| Billboard Music Awards                 | 2022 | "Good 4 U"                                            | Top Billboard Global 200 Song                      | Chưa công bố | [ 151 ]         |
| Billboard Music Awards                 | 2022 | Sour                                                  | Top Billboard 200 Album                            | Chưa công bố | [ 151 ]         |
| Brit Awards                            | 2022 | Olivia Rodrigo                                        | Nghệ sĩ quốc tế xuất sắc nhất                      | Đề cử        | [ 152 ]         |
| Brit Awards                            | 2022 | "Good 4 U"                                            | Bài hát quốc tế hay nhất                           | Đoạt giải    | [ 152 ]         |
| Danish Music Awards                    | 2021 | Sour                                                  | Album quốc tế của năm                              | Đoạt giải    | [ 153 ]         |
| GAFFA Awards                           | 2022 | Olivia Rodrigo                                        | New International Name of the Year                 | Đề cử        | [ 154 ]         |
| Global Awards                          | 2022 | Olivia Rodrigo                                        | Best Female                                        | Đề cử        | [ 155 ]         |
| Global Awards                          | 2022 | Olivia Rodrigo                                        | Ngôi sao đang lên                                  | Đề cử        | [ 155 ]         |
| Grammy Awards                          | 2022 | Sour                                                  | Album của năm                                      | Đề cử        | [ 59 ]          |
| Grammy Awards                          | 2022 | Sour                                                  | Album giọng Pop xuất sắc nhất                      | Đoạt giải    | [ 59 ]          |
| Grammy Awards                          | 2022 | "Drivers License"                                     | Thu âm của năm                                     | Đề cử        | [ 59 ]          |
| Grammy Awards                          | 2022 | "Drivers License"                                     | Bài hát của năm                                    | Đề cử        | [ 59 ]          |
| Grammy Awards                          | 2022 | "Drivers License"                                     | Trình diễn đơn ca pop xuất sắc nhất                | Đoạt giải    | [ 59 ]          |
| Grammy Awards                          | 2022 | "Good 4 U"                                            | Video âm nhạc xuất sắc nhất                        | Đề cử        | [ 59 ]          |
| Grammy Awards                          | 2022 | Olivia Rodrigo                                        | Nghệ sĩ mới xuất sắc nhất                          | Đoạt giải    | [ 59 ]          |
| iHeartRadio Music Awards               | 2021 | Olivia Rodrigo                                        | Social Star Award                                  | Đoạt giải    | [ 156 ]         |
| iHeartRadio Music Awards               | 2022 | Olivia Rodrigo                                        | Female Artist of the Year                          | Đoạt giải    | [ 157 ]         |
| iHeartRadio Music Awards               | 2022 | Olivia Rodrigo                                        | Best New Pop Artist                                | Đoạt giải    | [ 157 ]         |
| iHeartRadio Music Awards               | 2022 | Olivia Rodrigo                                        | Best Fan Army                                      | Đề cử        | [ 157 ]         |
| iHeartRadio Music Awards               | 2022 | "Drivers License"                                     | Song of the Year                                   | Đề cử        | [ 157 ]         |
| iHeartRadio Music Awards               | 2022 | "Drivers License"                                     | Best Music Video                                   | Đề cử        | [ 157 ]         |
| iHeartRadio Music Awards               | 2022 | "Drivers License"                                     | Best Lyrics                                        | Đề cử        | [ 157 ]         |
| iHeartRadio Music Awards               | 2022 | "Deja Vu"                                             | Best Lyrics                                        | Đề cử        | [ 157 ]         |
| iHeartRadio Music Awards               | 2022 | "Good 4 U"                                            | TikTok Bop of the Year                             | Đoạt giải    | [ 157 ]         |
| Juno Awards                            | 2022 | Sour                                                  | Album quốc tế của năm                              | Chưa công bố | [ 158 ]         |
| LOS40 Music Awards                     | 2021 | Olivia Rodrigo                                        | Nghệ sĩ quốc tế mới xuất sắc nhất                  | Đề cử        | [ 159 ]         |
| LOS40 Music Awards                     | 2021 | "Drivers License"                                     | Bài hát quốc tế hay nhất                           | Đề cử        | [ 159 ]         |
| LOS40 Music Awards                     | 2021 | Sour                                                  | Album quốc tế xuất sắc nhất                        | Đoạt giải    | [ 159 ]         |
| Meus Prêmios Nick                      | 2021 | "Good 4 U"                                            | Challenge Hits of the Year                         | Đề cử        | [ 160 ]         |
| Meus Prêmios Nick                      | 2021 | "Good 4 U"                                            | Video của năm                                      | Đề cử        | [ 160 ]         |
| MTV Europe Music Awards                | 2021 | Olivia Rodrigo                                        | Nghệ sĩ Mỹ xuất sắc nhất                           | Đề cử        | [ 161 ]         |
| MTV Europe Music Awards                | 2021 | Olivia Rodrigo                                        | Nghệ sĩ Pop xuất sắc nhất                          | Đề cử        | [ 161 ]         |
| MTV Europe Music Awards                | 2021 | Olivia Rodrigo                                        | Nghệ sĩ mới xuất sắc nhất                          | Đề cử        | [ 161 ]         |
| MTV Europe Music Awards                | 2021 | Olivia Rodrigo                                        | Nghệ sĩ đột phá nhất                               | Đoạt giải    | [ 161 ]         |
| MTV Europe Music Awards                | 2021 | "Drivers License"                                     | Bài hát hay nhất                                   | Đề cử        | [ 161 ]         |
| MTV Millennial Awards                  | 2021 | "Drivers License"                                     | Global Hit of the Year                             | Đề cử        | [ 162 ]         |
| MTV Millennial Awards Brazil           | 2021 | "Good 4 U"                                            | Global Hit                                         | Đề cử        | [ 163 ]         |
| MTV Video Music Awards                 | 2021 | Olivia Rodrigo                                        | Nghệ sĩ mới xuất sắc nhất                          | Đoạt giải    | [ 164 ]         |
| MTV Video Music Awards                 | 2021 | Olivia Rodrigo                                        | Nghệ sĩ của năm                                    | Đề cử        | [ 164 ]         |
| MTV Video Music Awards                 | 2021 | "Drivers License"                                     | Bài hát của năm                                    | Đoạt giải    | [ 164 ]         |
| MTV Video Music Awards                 | 2021 | "Drivers License"                                     | Push Performance of the Year                       | Đoạt giải    | [ 164 ]         |
| MTV Video Music Awards                 | 2021 | "Good 4 U"                                            | Pop xuất sắc nhất                                  | Đề cử        | [ 164 ]         |
| MTV Video Music Awards                 | 2021 | "Good 4 U"                                            | Song of Summer                                     | Đề cử        | [ 165 ]         |
| Myx Music Awards                       | 2021 | Olivia Rodrigo                                        | Global Achievement Award                           | Đoạt giải    | [ 166 ]         |
| Nickelodeon Kids' Choice Awards        | 2022 | High School Musical: The Musical: The Series vai Nini | Favorite Female TV Star (Kids)                     | Đoạt giải    | [ 167 ]         |
| Nickelodeon Kids' Choice Awards        | 2022 | Olivia Rodrigo                                        | Favorite Breakout Artist                           | Đoạt giải    | [ 167 ]         |
| Nickelodeon Kids' Choice Awards        | 2022 | Olivia Rodrigo                                        | Favorite Global Music Star (North America nominee) | Đề cử        | [ 167 ]         |
| Nickelodeon Mexico Kids' Choice Awards | 2021 | "Good 4 U"                                            | Global Hit                                         | Đề cử        | [ 168 ]         |
| NME Awards                             | 2022 | Olivia Rodrigo                                        | Nghệ sĩ mới xuất sắc nhất thế giới                 | Đoạt giải    | [ 169 ] [ 170 ] |
| NME Awards                             | 2022 | "Good 4 U"                                            | Bài hát hay nhất thế giới                          | Đề cử        | [ 169 ] [ 170 ] |
| People's Choice Awards                 | 2021 | Olivia Rodrigo                                        | Nữ nghệ sĩ của năm                                 | Đề cử        | [ 171 ]         |
| People's Choice Awards                 | 2021 | Olivia Rodrigo                                        | Nghệ sĩ mới của năm                                | Đoạt giải    | [ 171 ]         |
| People's Choice Awards                 | 2021 | "Good 4 U"                                            | Bài hát của năm                                    | Đề cử        | [ 171 ]         |
| People's Choice Awards                 | 2021 | "Good 4 U"                                            | Video âm nhạc của năm                              | Đề cử        | [ 171 ]         |
| People's Choice Awards                 | 2021 | Sour                                                  | Album của năm                                      | Đoạt giải    | [ 171 ]         |
| Rockbjörnen                            | 2021 | "Drivers License"                                     | Bài hát nước ngoài của năm                         | Đề cử        | [ 172 ]         |
| RTHK International Pop Poll Awards     | 2021 | "Drivers License"                                     | Top 10 bài hát vàng quốc tế                        | Đoạt giải    | [ 173 ]         |
| Time 100 Next                          | 2021 | Olivia Rodrigo                                        | Phenoms                                            | Đoạt giải    | [ 174 ]         |
| UK Music Video Awards                  | 2021 | Sour Prom                                             | Dự án video đặc biệt hay nhất                      | Đề cử        | [ 175 ]         |
| Variety Hitmakers                      | 2021 | Olivia Rodrigo                                        | Nhạc sĩ của năm                                    | Đoạt giải    | [ 176 ]         |